# Ermida de Nossa Senhora da Ajuda (Santa Bárbara)

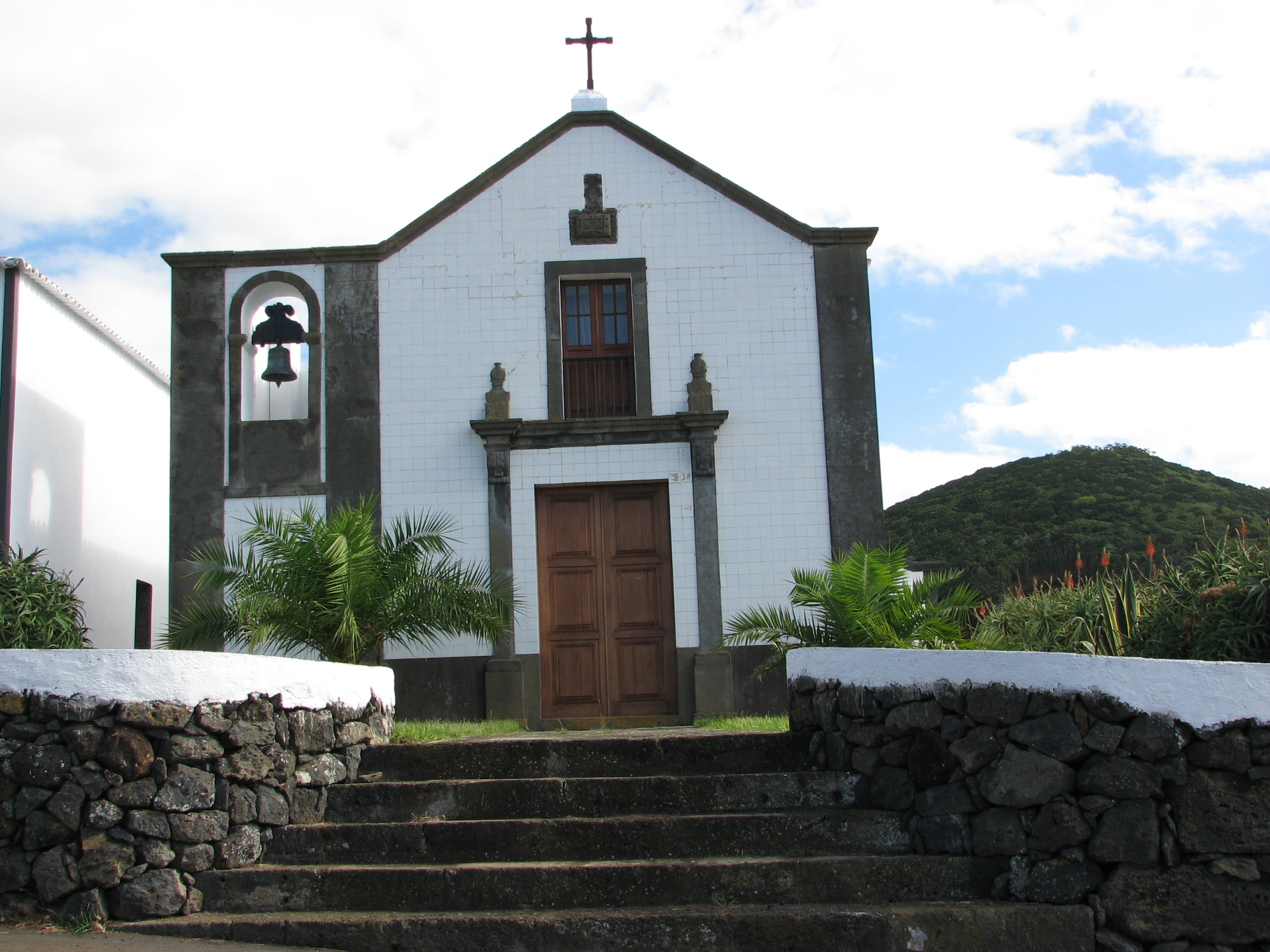
Ermida de Nossa Senhora da Ajuda, Terceira.

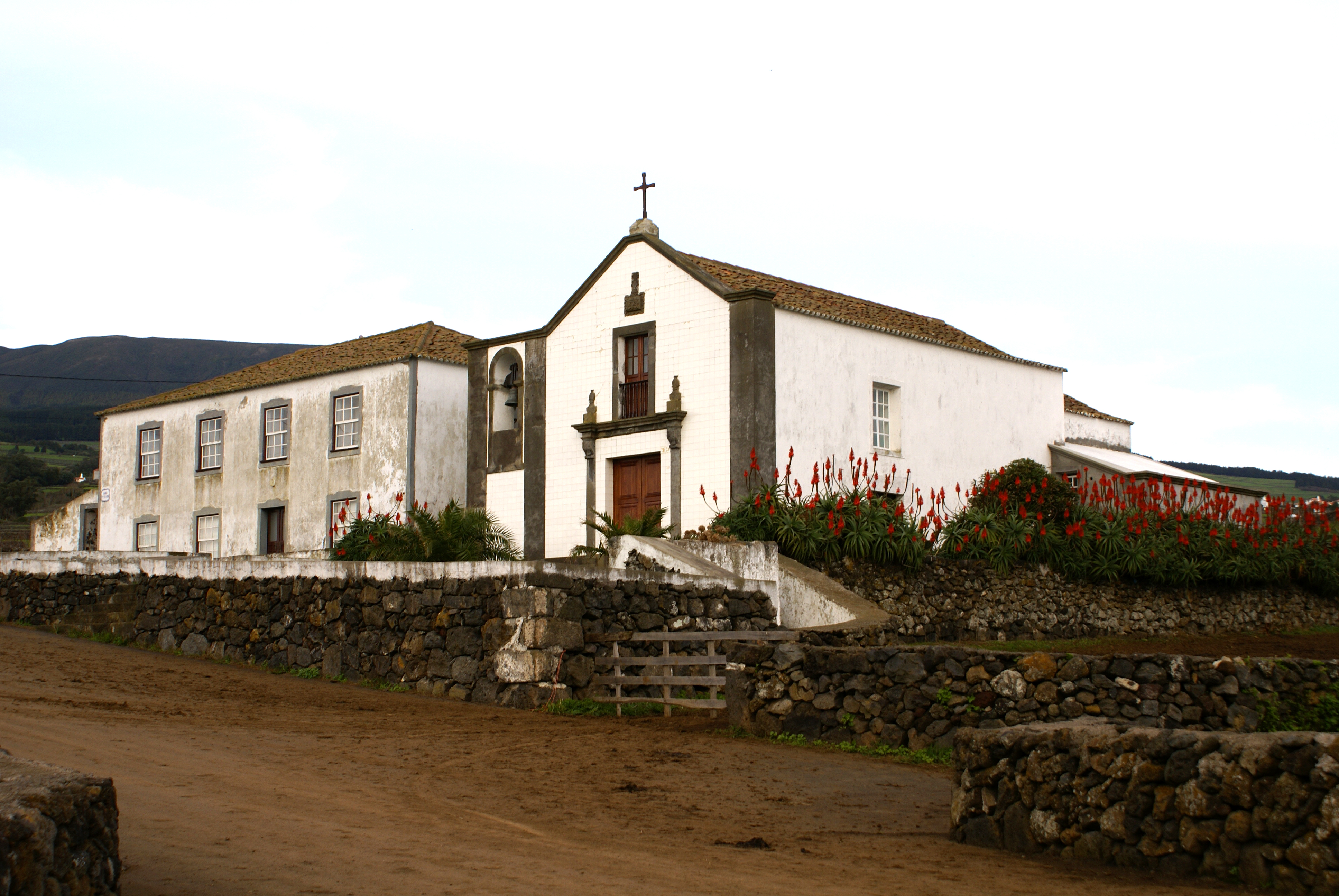
Ermida de Nossa Senhora da Ajuda, Terceira.

A Ermida de Nossa Senhora da Ajuda localiza-se na freguesia de Santa Bárbara, município de Angra do Heroísmo, na ilha Terceira, nos Açores.
Situa-se em um local isolado, distante do povoado, quase junto à arriba rochosa que deita para o mar, junto à Ribeira das Sete.
Destaca-se por sua imagem de Nossa Senhora da Ajuda, à qual é dedicada grande devoção, efectuando-se romarias ao local.
À ermida e à imagem encontra-se associada uma curiosa lenda que nos informa que a imagem aqui existente apareceu na costa junto ao mar e que terá também aparecido na Ribeira das Sete, onde terá deixado impressa na rocha a sua pegada conhecida como "Pezinho de Nossa Senhora".
Nesta ermida existe uma Pedra de Ançã, pedra essa que esteve desaparecida durante muito tempo.